# Teste de Lassaigne
O teste de Lassaigne é usado na análise elementar para a determinação qualitativa da presença de nitrogênio, enxofre e halogênios em um composto orgânico. Foi desenvolvido por Jean Louis Lassaigne.
O teste envolve aquecer fortemente a amostra com sódio metálico, "fundindo-o" com a amostra. Uma variedade de técnicas foi descrita. A amostra "fundida" é mergulhada na água e os testes qualitativos usuais são realizados na solução resultante para os respectivos constituintes possíveis.

## Teoria
Nitrogênio, enxofre e halogênios são covalentemente ligados a átomos em compostos orgânicos. Para detectá-los, os elementos precisam ser convertidos em suas formas iônicas. Isso é feito pela fusão do composto orgânico com sódio metálico. Os compostos iônicos formados durante a fusão são extraídos em solução aquosa e podem ser detectados por testes químicos simples. O extrato é chamado de extrato de fusão de sódio ou extrato de Lassaigne. Quando um composto orgânico é fortemente aquecido com sódio, ocorre a conversão de quaisquer halogênios, nitrogênio ou enxofre em sais de sódio inorgânicos, como haletos de sódio (a partir de halogênios), cianeto de sódio (a partir do nitrogênio), sulfeto de sódio (a partir do enxofre) e tiocianato de sódio (a partir de enxofre e nitrogênio).

## Método
Uma pequena quantidade do composto orgânico é adicionada a um glóbulo de sódio derretido em um tubo de ensaio e é aquecida fortemente até ficar vermelha. Em seguida, é fervida em água por algum tempo, resfriada e, posteriormente, filtrada. O filtrado (extrato de sódio) contém compostos iônicos de sódio como:
{\displaystyle {\ce {Na + C + N -> NaCN}}}
{\displaystyle {\ce {Na + C + N + S -> NaSCN}}}
{\displaystyle {\ce {2{Na}+S->Na_{2}S\downarrow }}}

### Teste para nitrogênio
O extrato de sódio é alcalinizado pela adição de NaOH. A essa mistura, é adicionada uma solução de FeSO4 recém-preparada, fervida algumas vezes e, por fim, resfriada. Algumas gotas de FeCl3 são adicionadas e pode-se observar a coloração verde azulada do azul da Prússia (ferrocianeto férrico) formado com NaCl. Essa cor evidencia a presença de nitrogênio no composto orgânico.
{\displaystyle {\ce {Na + C + N -> NaCN}}}
{\displaystyle {\ce {6 NaCN + FeSO_4 -> Na_4[Fe(CN)_6] + Na_2SO_4}}}
{\displaystyle {\ce {3 Na_4[Fe(CN)_6] + 4 FeCl_3 -> Fe_4[Fe(CN)_6]_3 + 12 NaCl}}}

### Teste para halogênios
O extrato de sódio é fervido com HNO3 concentrado e, então, misturado a uma solução de AgNO3, o que leva, na presença de algum halogênio, à formação de um precipitado branco (AgCl a partir de cloro) ou amarelo (AgBr a partir de bromo ou AgI a partir de iodo, sendo a cor amarela do AgBr mais clara que a do AgI).
{\displaystyle {\ce {NaX+AgNO_{3}->AgX\downarrow +NaNO_{3}}}}, com {\displaystyle {\ce {X}}} sendo um halogênio ({\displaystyle {\ce {Cl}}}, {\displaystyle {\ce {Br}}} ou {\displaystyle {\ce {I}}})

### Teste para fósforo
Na2O2 é adicionado ao extrato de sódio para oxidar o fósforo a fosfato, o qual mantém-se sob a forma de Na3PO4. Ele é, então, fervido com HNO3 concentrado e, em seguida, lhe é adicionado molibdato de amônio. A formação de um precipitado amarelo (fosfomolibdato de amônio) indica a presença de fósforo.
{\displaystyle {\ce {3 Na + P + 4 H_2O_2 -> Na_3PO_4 + 4 H_2O}}}
{\displaystyle {\ce {Na_3PO_4 + 3 HNO_3 -> H_3PO_4 + 3 NaNO_3}}}
{\displaystyle {\ce {{H_{3}PO_{4}}+12(NH_{4})_{2}{MoO_{4}}+21HNO_{3}->(NH_{4})_{3}PO_{4}\cdot 12{MoO_{3}}\downarrow +21{NH_{4}NO_{3}}+12H_{2}O}}}

### Teste para enxofre
1) Teste do acetato de chumbo
O extrato de sódio é acidificado por ácido acético e é adicionado a ele acetato de chumbo. Um precipitado preto (PbS) é formado junto com acetato de sódio.
2) Teste do nitroprussiato de sódio
A solução de nitroprussiato de sódio preparada logo antes do teste é adicionada ao extrato de sódio. Uma coloração violeta escuro surge devido à formação de tionitroprussiato de sódio.
{\displaystyle {\ce {2 Na + S -> Na_2S}}}
{\displaystyle {\ce {Na_2S + Na_2[Fe(CN)_5NO] -> Na_4[Fe(CN)_5NOS]}}}